# جون ستيوارت مل
جون ستيوارت مل (بالإنجليزية: John Stuart Mill) هو فيلسوف واقتصادي بريطاني، ولد في لندن عام 1806م، وكان البكر لأسرة كبيرة أنجبت تسعة أولاد، وكان والده جيمس ميل أحد كبار أهل العلم والمعرفة في القرن الثامن عشر. وعاش بعيداً عن تأثير التيارات الرومانتيكية الجديدة، وترك فيه جيرمي بنثام والماديون الفلاسفة الفرنسيون أثراً كبيراً. وقد أنشأ ابنه جون ستيوارت في عزلة عن بقية الأطفال، فنال تربية عقلانية. تعلم جون اليونانية في السنة الخامسة من عمره، حيث اطلع على أعمال هيرودوت وأفلاطون، وتعلم اللاتينية في التاسعة، وفي الثانية عشرة درس أرسطو ومنطق هوبز، وفي الثالثة عشرة قرأ مبادئ ريكاردو، كان غذاؤه الفكري موجها بعناية من قبل أبيه وخليطا من العلم الطبيعي والآداب الكلاسيكية، وحين بلغ جون الرابعة عشرة، كان له من المعرفة والاطلاع ما كان لرجل في الثلاثين. لقد نجح والده في أن يجعل منه كائناً عقلانياً مزوداً بمعلومات واسعة.
لم يكن جون ثوريا بطبعه، وكان يحب أباه ويعجب به أيما إعجاب، وكان مقتنعاً بصحة معتقداته الفلسفية، ووقف مع بنثام ضد النزعة اليقينية وكل ما كان يقاوم مسيرة العقل والتحليل والعلم التجريبي، وكان يجاهر باستمرار بأن السعادة هي الغاية الحميدة للوجود البشري، وكان ما يخشاه ويمقته ضيق الأفق وسحق الأفراد من قبل وطأة السلطة أو العادة أو الرأي العام، لذا وقف بحزم ضد عبادة النظام.
في السابعة عشرة من عمره، بلغ مبلغ الرجال على المستوى العقلي، فقد كان صافي الذهن، صريح، فصيح جدا، بالغ الوقار دونما أثر لخوف أو غرور، وخلال السنين العشر التالية، زاول كتابة المقالات والنقد، وحمل عبء الحركة النفعية على كاهله، وكانت مقالاته مصدر شهرة واسعة له، مما جعله خبير في الشؤون العامة. لقد امتدح ما كان أبوه امتدحه من قبله، العقلانية والمنهج التجريبي، والديموقراطية والمساواة، وهاجم، ما كان يهاجمه النفعيون، التعصب الديني والإيمان بالحقائق البديهية التي لا يمكن إقامة الدليل عليها ونتاجها اليقينية التي أفضت في رأيه إلى التنازل عن المنطق.
في عام 1830 تعرف ميل إلى السيدة تايلر وشغف بها حبا، وأراد أن يظهر لها أنه فارسها الوفي طيلة عشرين عاما قبل أن يتزوجها في عام 1851، ولقد ألفى لدى تلك السيدة رقة عاطفية مميزة توخى من خلالها أن يجد كوة فكرية يطل منها على القضايا الإنسانية والاجتماعية التي كانت مثار اهتمامه على الدوام. لقد أعترف لها بحب جامح تضمنه الإهداء الموجه لها في كتابه بعنوان "عن الحرية"، بيد أن سعادتهما لم تدم، فقد توفيت زوجته في عام 1858، مما حمل ميل على الاعتكاف في منزل صغير في إحدى ضواحي آفينيون.

## الحياة الفكرية
لقد نشر ميل خلال أربع عشرة سنة العديد من المقالات والكتب، تناول فيها بالبحث قضايا فلسفية وسياسية واقتصادية، ورغم الشروط التي وضعها، فإنه لم يساهم في أية حملة انتخابية حين قرر أن يخوض ميدان السياسة، وطالب بحق التصويت للمرأة (بالإنجليزية: Sufferage) وانتخب نائبا عن وستمنستر (بالإنجليزية: Westminster) في عام 1865، وشارك في المناقشات حول المسألة الإيرلندية، وأبدى تعاطفا مع السود في جامايكا، وانتقد الأحزاب، لذا لم يفاجأ حين لم ينتخب مجددا في عام 1868، فعاد إلى عزلته في منزل صغير في سانت فيران، حيث انكب على القراءة والكتابة مكرسا لها كل وقته.
إن أسمى المبادئ عنده هي حرية الفرد والتنوع والعدالة وصولا إلى السعادة البشرية.
لم يكن جون ستيوارت مل يعتبر الاشتراكية، التي دافع عنها في كتابه "الاقتصاد السياسي"، خطرا على حرية الفرد، كما كان يعتبر الديموقراطية مثلا، وذلك عائد لتأثير السيدة تايلر، فعلى الرغم من مجاهرته بآرائه الاشتراكية فإن أيا من القادة الاشتراكيين في زمنه مثل (لويس بلانك وبرودون وسالن) لم يعتبره رفيق درب، إذ كان بنظرهم التجسيد الحي لإصلاحي وديع ليبرالي، أو راديكاليا بورجوازيا، وهذا الأمر أقره الفابيون الذين اعتبروه أبا روحيا لهم.
ويعتقد ميل أنه إذا تسنى لكل إنسان أن يعرف قدر ما يستطيع، ولم يتسن له من السلطة إلا مقدار معين، فقد نتجنب حينئذ دولة «تمسخ مواطنيها» يكون فيها الحكم المطلق بيد رأس السلطة التنفيذية على مجموعة من الأفراد المتفردين المتساوين كلهم، إلا أنهم عبيد كلهم أيضا، ذلك أنه، إذا كان الناس أقزاما فلا يمكن إنجاز أشياء كبيرة، كما أن خطرا مريعا يكمن في تلك العقائد وأشكال الحياة التي تمسخ البشر، فالإدراك المرهف لأثر التربية الجماعية التي تجرد البشر من مزاياهم الإنسانية، وتجعلهم كائنات غير عقلانية، يجب التصدي لها ومقاومتها بمختلف الوسائل. لقد أطلق ميل مقولة وسمت الحقبة التاريخية التي عاش يها، ومفادها: «إن كل ما يقيد المنافسة الحرة هو الشر المطلق، وكل ما يطلقها هو الخير العميم»
وهو من رواد الفلسفة الليبرالية، وترى الفلسفة الليبرالية في الإعلام أنها تقوم بتزويد الجماهير بالحقائق المجردة، بهدف بناء عقولهم بناء سليماً بصورة طبيعية، وأن المعلومات التي يجب أن تتناولها أجهزة الإعلام يجب أن تتسم بالموضوعية، كما أن الفرد في ظل هذه الفلسفة يتمتع بحرية مطلقة، ويستطيع أن يفعل ما يحلو له، وليس لأحد التدخل في شؤونه وحياته.
وفي هذا يقول جون ستوارت ميل: (إن البشر جميعًا لو اجتمعوا على رأي، وخالفهم في هذا الرأي فرد واحد، لما كان لهم أن يسكتوه، بنفس القدر الذي لا يجوز لهذا الفرد إسكاتهــم حتى لـو كانت لــه القوة والسلطة).
ويبرر جون ستوارت ميل ذلك بقوله: (إننا إذا أسكتنا صوتاً فربما نكون قد أسكتنا الحقيقة، وإن الرأي الخاطئ ربما يحمل في جوانحهِ بذور الحقيقة الكامنة، وإن الرأي المجمع عليه لا يمكن قبوله على أسس عقلية إلا إذا دخل واقع التجربة والتمحيص، وإن هذا الرأي ما لم يواجه تحديًا من وقت لآخر فإنه سيفقد أهميته وتأثيره).
اقتبس فلسفته من مذهب يوم التجريبي ومذهب بنثام القائم على مفهوم المنفعة، ومذهب والده جيمس ميل الترابطي، وشدد على المدى المحدود الذي وصلت إليه نظرياتهم مجسدا في تركيب رائع المذهب الذري القائم بين الإنسان والعالم.

## وفاته
توفي عام 1873م.
جون ستيوارت ميل وقد كان فيلسوفًا واقتصاديًا سياسيًا وموظفًا مدنيًا إنجليزيًا، يُشار إليه عادةً باسم جي إس ميل. أحد أكثر المفكرين تأثيرًا في تاريخ الليبرالية الكلاسيكية، وقد ساهم على نطاق واسع في النظرية الاجتماعية والنظرية السياسية والاقتصاد السياسي. أطلق عليه لقب «الفيلسوف الأكثر نفوذًا باللغة الإنجليزية في القرن التاسع عشر»، وقد برر مفهومه عن الحرية حرية الفرد في معارضة الدولة غير المحدودة والرقابة الاجتماعية.
كان ميل من دعاة النفعية، وهي نظرية أخلاقية طورها سلفه جيريمي بينثام. ساهم في التحقيق في المنهجية العلمية، على الرغم من أن معرفته بالموضوع كانت تستند إلى كتابات الآخرين، ولا سيما ويليام ويويل، وجون هيرشل، وأوغست كونت، والبحث الذي أجراه ألكسندر باين لصالح ميل. شارك في مناظرة مكتوبة مع ويويل.
كانت ميل عضوًا في الحزب الليبرالي ومؤلفة العمل النسوي المبكر "إستعباد النساء"، وهي أيضًا ثاني عضو في البرلمان يدعو إلى حق المرأة في التصويت بعد هنري هانت في عام 1832.

## السيرة الشخصية
وُلِد جون ستيوارت ميل في 13 شارع رودني في بنتونفيل، ميدلسكس، وهو الابن الأكبر لهارييت بارو والفيلسوف والمؤرخ والاقتصادي الإسكتلندي جيمس ميل. تلقى جون ستيوارت تعليمه على يد والده، بمساعدة نصيحة جيريمي بينثام وفرانسيس بليس. لقد نشأ تربية صارمة للغاية، وتم حمايته عمداً من الارتباط بأطفال في سنه بخلاف إخوته. كان والده، من أتباع بنثام ومتمسك بالنظام النقابي، هدفه الواضح هو خلق عقل عبقري من شأنه أن يستمر في قضية النفعية وتنفيذها بعد وفاته هو وبنثام.
كان ميل طفلاً مبكراً بشكل ملحوظ. يصف تعليمه في سيرته الذاتية. في سن الثالثة تعلم اليونانية. في سن الثامنة، كان قد قرأ أساطير إيسوب، أناباسيس لكزينوفون، وهيرودوت بأكمله، وتعرف على لوسيان وديوجين لارتيوس وإيسقراط وستة حوارات لأفلاطون. لقد قرأ أيضًا قدرًا كبيرًا من التاريخ باللغة الإنجليزية وتعلم الحساب والفيزياء وعلم الفلك.
في سن الثامنة، بدأ ميل في دراسة اللاتينية، وأعمال إقليدس، والجبر، وعُيِّن مديرًا لمدرسة للأطفال الصغار في الأسرة. كانت قراءته الرئيسية لا تزال عبارة عن تاريخ، لكنه راجع جميع المؤلفين اللاتينيين واليونانيين الذين تم تدريسهم بشكل شائع وبحلول سن العاشرة تمكن من قراءة أفلاطون وديموسثينيس بسهولة. اعتقد والده أيضًا أنه من المهم بالنسبة لميل دراسة الشعر وتأليفه. كان أحد أقدم مؤلفاته الشعرية استمرارًا للإلياذة. في أوقات فراغه، كان يستمتع أيضًا بالقراءة عن العلوم الطبيعية والروايات الشعبية، مثل دون كيشوت وروبنسون كروزو.
نُشر كتاب والده «تاريخ الهند البريطانية» عام 1818 ؛ بعد ذلك مباشرة، في سن الثانية عشرة تقريبًا، بدأ ميل دراسة شاملة للمنطق المدرسي، وفي نفس الوقت يقرأ أطروحات أرسطو المنطقية باللغة الأصلية. في العام التالي تعرف على الاقتصاد السياسي ودرس آدم سميث وديفيد ريكاردو مع والده، وأكمل في النهاية وجهة نظرهم الاقتصادية الكلاسيكية لعوامل الإنتاج. ساعدت النتائج التي قدمها ميل عن دروس الاقتصاد اليومية والده في كتابة عناصر الاقتصاد السياسي في عام 1821، وهو كتاب مدرسي للترويج لأفكار الاقتصاد الريكاردي. ومع ذلك، افتقر الكتاب إلى الدعم الشعبي، فقد اعتاد ريكاردو، الذي كان صديقًا مقربًا لوالده، على دعوة الشاب ميل إلى منزله في نزهة على الأقدام للتحدث عن الاقتصاد السياسي.
في سن الرابعة عشرة، مكث ميل لمدة عام في فرنسا مع عائلة السير صموئيل بينثام، شقيق جيريمي بينثام. أدى مشهد الجبال الذي رآه إلى طعم دائم للمناظر الطبيعية للجبال. كما ترك أسلوب الحياة الودية والحيوية للفرنسيين انطباعًا عميقًا عنه. في مونبلييه، حضر الدورات الشتوية في الكيمياء، وعلم الحيوان، ومنطق كلية العلوم، وكذلك أخذ دورة في الرياضيات العليا. وأثناء مجيئه وخروجه من فرنسا، مكث في باريس لبضعة أيام في منزل الاقتصادي الشهير جان بابتيست ساي، وهو صديق والد ميل. هناك التقى بالعديد من قادة الحزب الليبرالي، فضلاً عن الباريسيين البارزين الآخرين، بما في ذلك هنري سان سيمون.
مر ميل بشهور من الحزن والتفكير في الانتحار في سن العشرين. وفقًا للفقرات الافتتاحية للفصل الخامس من سيرته الذاتية، فقد سأل نفسه عما إذا كان إنشاء مجتمع عادل، هدف حياته، سيجعله سعيدًا بالفعل. أجاب قلبه بـ «لا»، ولا عجب أنه فقد سعادة السعي لتحقيق هذا الهدف. في النهاية ، أظهر له شعر ويليام وردزورث أن الجمال يولد التعاطف مع الآخرين ويحفز الفرح. بفرح متجدد ، واصل العمل من أجل مجتمع عادل ، ولكن مع مزيد من الاستمتاع بالرحلة. لقد اعتبر هذا أحد أكثر التحولات المحورية في تفكيره. في الواقع ، نشأت العديد من الاختلافات بينه وبين والده من مصدر الفرح الموسع هذا.
كان ميل قد انخرط في صداقة مع أوجست كونت ، مؤسس الوضعية وعلم الاجتماع ، منذ أن اتصل ميل بكونت لأول مرة في نوفمبر 1841. كان علم الاجتماع لكونت فلسفة علمية مبكرة أكثر مما نعرفه اليوم ، وقد ساعدت الفلسفة الإيجابية في رفض ميل الواسع للبنثامية.
بصفته غير ملتزم رفض الاشتراك في المقالات التسعة والثلاثين الخاصة بكنيسة إنجلترا ، لم يكن ميل مؤهلاً للدراسة في جامعة أكسفورد أو جامعة كامبريدج. وبدلاً من ذلك ، اتبع والده للعمل في شركة الهند الشرقية ، وحضر الكلية الجامعية بلندن للاستماع إلى محاضرات جون أوستن ، أول أستاذ في الفقه. انتخب عضوا فخريا أجنبيا في الأكاديمية الأمريكية للفنون والعلوم عام 1856.
امتدت مسيرة ميل المهنية كمسؤول استعماري في شركة الهند الشرقية البريطانية منذ أن كان يبلغ من العمر 17 عامًا في عام 1823 حتى عام 1858، عندما تم إلغاء الشركة لصالح الحكم المباشر من قبل التاج البريطاني على الهند. في عام 1836، تمت ترقيته إلى الإدارة السياسية للشركة ، حيث كان مسؤولاً عن المراسلات المتعلقة بعلاقات الشركة مع الولايات الأميرية ، وفي عام 1856، تمت ترقيته أخيرًا إلى منصب ممتحن المراسلات الهندية. في كتابه حول الحرية ، بضع كلمات عن عدم التدخل ، وأعمال أخرى ، دافع عن الإمبريالية البريطانية بحجة وجود تمييز أساسي بين الشعوب المتحضرة والهمجية. رأى ميل أن دولًا مثل الهند والصين كانت تقدمية في السابق ، لكنها كانت الآن راكدة وبربرية ، مما يضفي الشرعية على الحكم البريطاني على أنه استبداد خير ، «بشرط أن تكون النهاية هي تحسين [البرابرة]». عندما اقترح التاج تولي السيطرة المباشرة على المستعمرات في الهند ، تم تكليفه بالدفاع عن حكم الشركة ، وكتابة مذكرة حول التحسينات في إدارة الهند خلال الثلاثين عامًا الماضية من بين التماسات أخرى. عُرض عليه مقعدًا في مجلس الهند ، الهيئة التي تم إنشاؤها لتقديم المشورة لوزير الدولة الجديد للهند ، لكنه رفض ، مشيرًا إلى عدم موافقته على نظام الحكم الجديد.
في عام 1851، تزوج ميل من هارييت تايلور بعد 21 عامًا من الصداقة الحميمة. تزوجت تايلور عندما التقيا ، وكانت علاقتهما وثيقة ولكن يعتقد عمومًا أنها كانت عفيفة خلال السنوات التي سبقت وفاة زوجها الأول في عام 1849. وانتظر الزوجان عامين قبل أن يتزوجا في عام 1851. وكان لتايلور اللامعة في حد ذاتها تأثيرًا كبيرًا حول عمل ميل وأفكاره أثناء الصداقة والزواج. عززت علاقته مع تايلور مناصرة ميل لحقوق المرأة. قال إنه في موقفه ضد العنف الأسري ، ومن أجل حقوق المرأة «كان في الأساس رجل أمن لزوجتي». ووصف عقلها بأنه «آلة مثالية»، وقال إنها «الأكثر تأهيلاً من بين كل أولئك الذين عرفتهم المؤلفة». ويستشهد بتأثيرها في مراجعته النهائية لـ «الحرية»، والتي نُشرت بعد وفاتها بفترة وجيزة. توفيت تايلور عام 1858 بعد إصابتها باحتقان حاد في الرئة ، بعد سبع سنوات فقط من الزواج من ميل.
بين عامي 1865 و 1868 شغل ميل منصب اللورد رئيس الجامعة لجامعة سانت أندروز. في خطابه الافتتاحي ، الذي ألقاه إلى الجامعة في 1 فبراير 1867، أدلى بملاحظة مشهورة الآن (ولكن غالبًا ما تُنسب بشكل خاطئ) مفادها أن «الأشرار لا يحتاجون أكثر من البوصلة إلى نهاياتهم ، أكثر من أن الرجال الطيبين يجب أن ينظروا إليهم ولا يفعلوا شيئًا». إن تضمين ميل تلك الجملة في العنوان هو مسألة سجل تاريخي ، ولكن لا يعني ذلك بأي حال من الأحوال أنه عبر عن رؤية أصلية بالكامل. خلال الفترة نفسها ، 1865-1868، كان أيضًا عضوًا في البرلمان عن مدينة ووستمنستر. كان يجلس في الحزب الليبرالي. خلال فترة عضويته في البرلمان ، دعا ميل إلى تخفيف الأعباء عن أيرلندا. في عام 1866، أصبح أول شخص في تاريخ البرلمان يدعو إلى منح المرأة حق التصويت ، ودافع بقوة عن هذا الموقف في المناقشة اللاحقة. كما أصبح مدافعًا قويًا عن الإصلاحات الاجتماعية مثل النقابات العمالية والتعاونيات الزراعية. في الاعتبارات المتعلقة بالحكومة التمثيلية ، دعا إلى إصلاحات مختلفة في البرلمان والتصويت ، ولا سيما التمثيل النسبي ، والصوت الفردي القابل للتحويل ، وتمديد حق الاقتراع. في أبريل 1868، فضل في مناقشة مجلس العموم الإبقاء على عقوبة الإعدام لجرائم مثل القتل المشدد. وأطلق على إلغائها «تخنث في ذهن البلاد».
كان الأب الروحي للفيلسوف برتراند راسل.
في آرائه عن الدين ، كان ميل ملحدًا ومتشككًا.
توفي ميل في عام 1873 من الحمرة في أفينيون ، فرنسا ، حيث دفن جثته إلى جانب جثته.

## الأعمال

### نظام المنطق
انضم ميل إلى النقاش حول المنهج العلمي الذي أعقب نشر جون هيرشل عام 1830 خطابًا أوليًا حول دراسة الفلسفة الطبيعية، والذي تضمن الاستدلال الاستقرائي من المعروف إلى المجهول، واكتشاف القوانين العامة في حقائق محددة والتحقق من هذه القوانين تجريبيًا. توسع ويليام ويويل في هذا الأمر في كتابه تاريخ العلوم الاستقرائية، من الأقدم إلى الوقت الحاضر، متبوعًا بفلسفة العلوم الاستقرائية، التي تأسست على تاريخهم، حيث قدم الاستقراء على أنه العقل يركب المفاهيم على الحقائق. كانت القوانين حقائق بديهية يمكن معرفتها دون الحاجة إلى التحقق التجريبي.
واجه ميل هذا في عام 1843 في نظام المنطق (بعنوان بالكامل نظام المنطق، والاستنتاجي والاستقرائي، كونه وجهة نظر متصلة بمبادئ الأدلة، وطرق البحث العلمي). في طرق ميل (الاستقراء)، كما هو الحال في هيرشل، اُكْتُشِفَت القوانين من خلال الملاحظة والاستقراء، وتطلبت التحقق التجريبي.

### عن الحرية
يتناول كتاب ميل عن الحرية (1859) طبيعة وحدود السلطة التي يمكن للمجتمع أن يمارسها بشكل شرعي على الفرد. لكن ميل واضح في أن اهتمامه بالحرية لا يمتد إلى كل الأفراد وكل المجتمعات. ويذكر أن «الاستبداد هو أسلوب شرعي في التعامل مع البرابرة».
يقول ميل إن إيذاء النفس ليس جريمة طالما أن الشخص الذي يفعل ذلك لا يؤذي الآخرين. إنه يفضل مبدأ الضرر: «الغرض الوحيد الذي من أجله يمكن ممارسة السلطة بشكل صحيح على أي فرد من أفراد المجتمع المتحضر، رغماً عنه، هو منع إلحاق الأذى بالآخرين». وهو يعفي أولئك الذين «غير قادرين على الحكم الذاتي» من هذا المبدأ، مثل الأطفال الصغار أو أولئك الذين يعيشون في «حالات المجتمع المتخلفة».
على الرغم من أن هذا المبدأ يبدو واضحًا، إلا أن هناك عددًا من المضاعفات. على سبيل المثال، ينص ميل صراحة على أن الأضرار قد تشمل أفعال الإغفال وكذلك الأفعال المرتكبة. وبالتالي، فإن الفشل في إنقاذ طفل يغرق يعتبر فعلًا ضارًا، مثله مثل عدم دفع الضرائب، أو عدم المثول كشاهد في المحكمة. وفقًا لميل، يمكن تنظيم كل هذه الإغفالات الضارة. على النقيض من ذلك، لا يُعتبر إيذاء شخص ما - بدون إكراه أو احتيال - يوافق الفرد المتضرر على تحمل المخاطر: وبالتالي يجوز للمرء أن يعرض عملاً غير آمن للآخرين، بشرط عدم وجود خداع. (ومع ذلك، فهو يعترف بحدود واحدة للموافقة: لا ينبغي للمجتمع أن يسمح للناس ببيع أنفسهم في العبودية)
إن مسألة ما يعتبر فعلًا يتعلق بالذات وما هي الأفعال، التي تشكل أفعالًا ضارة خاضعة للتنظيم، يستمر في ممارسة مفسري ميل. ولم يعتبر أن الإجرام يشكل «ضررًا»؛ لا يمكن تقييد العمل لأنه ينتهك أعراف أو أخلاق مجتمع معين.

#### الحرية الاجتماعية واستبداد الأغلبية
اعتقد ميل أن «الصراع بين الحرية والسلطة هو أبرز سمة في أجزاء من التاريخ». بالنسبة له، كانت الحرية في العصور القديمة «مسابقة ... بين الرعايا، أو بعض فئات الرعايا، والحكومة».
عرّف ميل الحرية الاجتماعية بأنها حماية من «طغيان الحكام السياسيين». قدم عددًا من المفاهيم المختلفة للشكل الذي يمكن أن يتخذه الاستبداد، والمشار إليه بالاستبداد الاجتماعي، واستبداد الأغلبية. تعني الحرية الاجتماعية لميل وضع قيود على سلطة الحاكم حتى لا يكون قادرًا على استخدام تلك القوة لتحقيق رغباته الخاصة، وبالتالي اتخاذ قرارات من شأنها الإضرار بالمجتمع. بمعنى آخر، يجب أن يكون للناس الحق في أن يكون لهم رأي في قرارات الحكومة. وقال إن الحرية الاجتماعية هي «طبيعة وحدود السلطة التي يمكن أن يمارسها المجتمع بشكل شرعي على الفرد». تمت المحاولة بطريقتين: أولاً، من خلال الحصول على الاعتراف ببعض الحصانات (تسمى الحريات أو الحقوق السياسية)؛ وثانياً، من خلال إنشاء نظام «الضوابط الدستورية».
ومع ذلك، من وجهة نظر ميل، لم يكن الحد من سلطة الحكومة كافياً:
يمكن للمجتمع أن ينفذ ولاياته الخاصة: وإذا أصدر تفويضات خاطئة بدلاً من الحق، أو أي تفويضات على الإطلاق في الأشياء التي لا يجب أن يتدخل فيها، فإنه يمارس استبدادًا اجتماعيًا أكثر رعباً من أنواع كثيرة من الاضطهاد السياسي، منذ ذلك الحين، على الرغم من أنه لا يتم دعمه عادةً بمثل هذه العقوبات الشديدة، إلا أنه يترك وسائل أقل للهروب ، ويتغلغل بعمق أكبر في تفاصيل الحياة ، ويستعبد الروح نفسها.

#### حرية
رأي ميل في الحرية ، الذي تأثر به جوزيف بريستلي ويوشيا وارين ، هو أن الفرد يجب أن يكون حراً في أن يفعل ما يشاء ما لم يؤذي الآخرين. الأفراد عقلانيون بما يكفي لاتخاذ قرارات بشأن رفاهيتهم. يجب أن تتدخل الحكومة عندما يكون ذلك من أجل حماية المجتمع. أوضح ميل:
الغاية الوحيدة التي من أجلها يُبرر الجنس البشري ، فرديًا أو جماعيًا ، في التدخل في حرية التصرف لأي فرد من أفرادها ، هو الحماية الذاتية. أن الغرض الوحيد الذي من أجله يمكن ممارسة السلطة بشكل صحيح على أي فرد من أفراد المجتمع المتحضر ، رغماً عنه ، هو منع إلحاق الأذى بالآخرين. مصلحته ، سواء المادية أو المعنوية ، ليست مبررا كافيا. لا يمكن إجباره على فعل ذلك أو تحمله لأنه سيكون من الأفضل له أن يفعل ذلك ، لأنه سيجعله أكثر سعادة ، لأنه ، في رأي الآخرين ، سيكون من الحكمة ، أو حتى الصواب. ... الجزء الوحيد من سلوك أي شخص ، الذي يكون من أجله صديقًا للمجتمع ، هو ما يهم الآخرين. في الجزء الذي يخصه فقط ، يكون استقلاله حقًا مطلقًا. على نفسه وعلى جسده وعقله ، يكون الفرد صاحب السيادة.

#### حرية التعبير
يتضمن كتاب «الحرية» دفاعًا حماسيًا عن حرية التعبير. يجادل ميل بأن الخطاب الحر شرط ضروري للتقدم الفكري والاجتماعي. لا يمكننا أن نتأكد أبدًا ، كما يؤكد ، من أن الرأي الصامت لا يحتوي على بعض عناصر الحقيقة. كما يجادل بأن السماح للناس بنشر آراء خاطئة أمر مثمر لسببين. أولاً ، من المرجح أن يتخلى الأفراد عن المعتقدات الخاطئة إذا شاركوا في تبادل مفتوح للأفكار. ثانيًا ، من خلال إجبار الأفراد الآخرين على إعادة فحص معتقداتهم وإعادة تأكيدها في عملية النقاش ، يتم منع هذه المعتقدات من الانحدار إلى مجرد عقيدة. لا يكفي لميل أن يكون لدى المرء ببساطة اعتقاد غير مفحص وصادف أنه صحيح ؛ يجب على المرء أن يفهم لماذا الاعتقاد المعني هو الصحيح. على نفس المنوال ، كتب ميل: «إن الافتراء غير المقيس ، الذي يتم استخدامه إلى جانب الرأي السائد ، يمنع الناس حقًا من التعبير عن آراء مخالفة ، ومن الاستماع إلى أولئك الذين يعبرون عنها».

كمدافع مؤثر عن حرية التعبير ، اعترض ميل على الرقابة:
أختار ، عن طريق التفضيل ، الحالات الأقل تفضيلًا بالنسبة لي - حيث تعتبر الحجة المعارضة لحرية الرأي ، سواء من حيث الحقيقة أو المنفعة ، هي الأقوى. دع الآراء المطعون فيها هي الإيمان بالله وفي حالة مستقبلية ، أو أي من المذاهب الأخلاقية المقبولة بشكل شائع ... لكن يجب أن يُسمح لي أن ألاحظ أنه ليس شعورًا مؤكدًا بعقيدة ما (سواء كان الأمر كذلك)) الذي أسميه افتراض العصمة. إنه تعهد أن يقرر هذا السؤال للآخرين ، دون السماح لهم بسماع ما يمكن أن يقال على الجانب الآخر. وأنا أستنكر وأرفض هذا الادعاء ليس أقل إذا تم وضعه بجانب أكثر قناعاتي جدية. مهما كان إقناع أي شخص إيجابيًا ، ليس فقط بالقدرة ولكن من العواقب الوخيمة ، ولكن (لتبني عبارات أدينها تمامًا) اللاأخلاقية وعدم تقوى الرأي. - ومع ذلك ، إذا قام ، بموجب هذا الحكم الخاص ، على الرغم من أنه مدعوم بالحكم العام لبلده أو معاصريه ، بمنع سماع الرأي في دفاعه ، فإنه يفترض العصمة. وبعيدًا عن الافتراض بأنه أقل اعتراضًا أو أقل خطورة لأن الرأي يُطلق عليه اسم غير أخلاقي أو غير ودي ، فهذه هي حالة جميع الآخرين التي يكون فيها أكثر خطورة.
يحدد ميل فوائد «البحث عن الحقيقة واكتشافها» كوسيلة لزيادة المعرفة. وجادل بأنه حتى لو كان الرأي خاطئًا ، يمكن فهم الحقيقة بشكل أفضل من خلال دحض الخطأ. وبما أن معظم الآراء ليست صحيحة تمامًا ولا خاطئة تمامًا ، فإنه يشير إلى أن السماح بحرية التعبير يسمح ببث الآراء المتنافسة كطريقة للحفاظ على الحقيقة الجزئية في الآراء المختلفة. قلقًا من قمع آراء الأقليات ، جادل في دعم حرية التعبير على أسس سياسية ، مشيرًا إلى أنه عنصر حاسم بالنسبة للحكومة التمثيلية من أجل تمكين النقاش حول السياسة العامة. كما جادل ببلاغة في أن حرية التعبير تسمح بالنمو الشخصي وتحقيق الذات. وقال إن حرية التعبير هي وسيلة حيوية لتنمية المواهب وإدراك إمكانات الشخص وإبداعه. قال مرارًا وتكرارًا إن الانحراف هو الأفضل على التوحيد والركود.

##### مبدأ الضرر
إن الاعتقاد بأن حرية التعبير من شأنها النهوض بالمجتمع يفترض مسبقًا وجود مجتمع متقدم ثقافيًا ومؤسسيًا بدرجة كافية ليكون قادرًا على التحسين التدريجي. إذا كانت أي حجة خاطئة أو ضارة حقًا ، فسيحكم الجمهور عليها على أنها خاطئة أو ضارة ، ومن ثم لا يمكن دعم هذه الحجج وسيتم استبعادها. جادل ميل بأنه حتى أي حجج تُستخدم في تبرير القتل أو التمرد ضد الحكومة لا ينبغي قمعها سياسيًا أو اضطهادها اجتماعيًا. وفقا له ، إذا كان التمرد ضروريًا حقًا ، فيجب على الناس التمرد ؛ إذا كان القتل صحيحًا حقًا ، فيجب السماح به. ومع ذلك ، فإن طريقة التعبير عن هذه الحجج يجب أن تكون خطابًا عامًا أو كتابة ، وليس بطريقة تسبب ضررًا فعليًا للآخرين. هذا هو مبدأ الضرر: «أن الغرض الوحيد الذي من أجله يمكن ممارسة السلطة بشكل صحيح على أي فرد من أفراد المجتمع المتحضر ، رغماً عنه ، هو منع إلحاق الأذى بالآخرين».

في بداية القرن العشرين ، وضع القاضي المعاون أوليفر ويندل هولمز جونيور معيار «الخطر الواضح والقائم» بناءً على فكرة ميل. في رأي الأغلبية ، كتب هولمز:
والسؤال المطروح في كل حالة هو ما إذا كانت الكلمات المستخدمة تستخدم في مثل هذه الظروف وما إذا كانت ذات طبيعة تخلق خطرًا واضحًا وقائمًا من شأنها إحداث الشرور الجوهرية التي يحق للكونغرس منعها.
اقترح هولمز أن يصرخ «نار!» في مسرح مظلم ، الذي يثير الذعر ويثير الجرح ، يكون مثل هذا الكلام الذي يخلق خطرًا غير قانوني. ولكن إذا كان الموقف يسمح للناس بالتفكير بأنفسهم وقرروا قبوله أو رفضه ، فلا ينبغي منع أي حجة أو لاهوت.
في الوقت الحاضر ، يتم قبول حجة ميل بشكل عام من قبل العديد من الدول الديمقراطية ، ولديها قوانين تسترشد على الأقل بمبدأ الضرر. على سبيل المثال ، في القانون الأمريكي تحد بعض الاستثناءات من حرية التعبير مثل الفحش والتشهير وانتهاك السلام ومحاربة الكلمات.

### الاستعمار
جادل ميل ، وهو موظف في شركة الهند الشرقية البريطانية من عام 1823 إلى عام 1858، في دعم ما أسماه استبدادًا خيرًا فيما يتعلق بالمستعمرات.
إن الافتراض بأن نفس العادات الدولية ، ونفس قواعد الأخلاق الدولية ، يمكن أن تحصل بين أمة متحضرة وأخرى ، وبين الأمم المتحضرة والبرابرة ، هو خطأ جسيم ... وصف أي سلوك مهما كان تجاه شعب بربري بأنه انتهاك من قانون الأمم ، يظهر فقط أن من يتحدث هكذا لم يفكر أبدًا في الموضوع.
برر ميل الاستعمار البريطاني للهند ، لكنه كان مهتمًا بالطريقة التي تم بها الحكم البريطاني للهند.

### العبودية والمساواة العرقية
في عام 1850، أرسل ميل رسالة مجهولة المصدر (والتي أصبحت معروفة تحت عنوان «المسالة الزنجية») ، دحضًا لرسالة توماس كارلايل المجهولة إلى مجلة فريزر للمدينة والبلد والتي جادل فيها كارلايل بالعبودية. أيد ميل الإلغاء في الولايات المتحدة ، معربًا عن معارضته للعبودية في مقالته عام 1869، إخضاع المرأة:
هذه الحالة المتطرفة تمامًا لقانون القوة ، والتي أدانها أولئك الذين يمكنهم تحمل كل أشكال السلطة التعسفية تقريبًا ، والتي تقدم ، من بين جميع الأشكال الأخرى ، أكثر الملامح إثارة للاشمئزاز لشعور كل من ينظر إليها من موقف محايد ، كان قانون إنجلترا المتحضرة والمسيحية في ذاكرة الأشخاص الذين يعيشون الآن: وفي نصف أمريكا الأنجلو سكسونية قبل ثلاث أو أربع سنوات ، لم تكن العبودية موجودة فحسب ، بل كانت تجارة الرقيق ، وتربية العبيد صراحةً من أجلها ، كانت ممارسة عامة بين دول العبيد. ومع ذلك ، لم يكن هناك فقط قوة أكبر للمشاعر ضدها ، ولكن ، في إنجلترا على الأقل ، كان هناك قدر أقل من الشعور أو الاهتمام لصالحها ، مقارنة بأي من الانتهاكات العرفية للقوة: لأن دافعها كان حب الكسب غير المختلط وغير المقنع: وكان المستفيدون منه جزءًا عدديًا صغيرًا جدًا من البلاد ، في حين أن الشعور الطبيعي لكل من لم يهتم به شخصيًا كان بغيضًا لا هوادة فيه.
تقابل ميل مع جون أبليتون ، المصلح القانوني الأمريكي من ولاية ماين ، بشكل مكثف حول موضوع المساواة العرقية. أثر أبليتون على عمل ميل في هذا الصدد ، خاصةً التأثير عليه في خطة الرفاهية الاقتصادية والاجتماعية المثلى لجنوب ما قبل الحرب. في رسالة أُرسلت إلى أبليتون ردًا على رسالة سابقة ، أعرب ميل عن وجهة نظره حول تكامل ما قبل الحرب:
لا يمكنني أن أتطلع بشيء من الرضا إلى أي تسوية ولكن أرض التحرر الكامل الممنوحة لكل عائلة زنجية سواء بشكل منفصل أو في مجتمعات منظمة بموجب مثل هذه القواعد التي قد تكون ضرورية مؤقتًا ، حيث يعمل مدير المدرسة في كل قرية ويتم تشغيل موجة الهجرة الحرة في تلك المناطق الخصبة التي استبعدها العبودية حتى الآن. إذا تم القيام بذلك ، فإن الشخصية اللطيفة والطيعة التي يبدو أنها تميز الزنوج ستمنع أي أذى من جانبهم ، في حين أن البراهين التي يقدمونها عن القوى القتالية ستفعل في غضون عام أكثر من كل الأشياء الأخرى خلال قرن لجعل البيض احترامهم والموافقة على كونهم متساوين سياسيًا واجتماعيًا.

### حقوق النساء
كانت وجهة نظر ميل عن التاريخ أنه حتى وقته كانت الأنثى كلها والأغلبية العظمى من الذكور مجرد عبيد. وعارض الحجج التي تشير إلى عكس ذلك ، بحجة أن العلاقات بين الجنسين تصل ببساطة إلى «الخضوع القانوني لأحد الجنسين للآخر وهو أمر خاطئ بحد ذاته ، وهو الآن أحد العوائق الرئيسية أمام تحسين الإنسان ؛ وأنه يجب استبدالها بـ مبدأ المساواة الكاملة». هنا ، إذن ، لدينا مثال على استخدام ميل لـ «العبودية» بمعنى أنه ، مقارنة بمعناه الأساسي المتمثل في عدم حرية الفرد المطلق ، هو معنى موسع ويمكن القول إنه بلاغي وليس بالمعنى الحرفي.
وبهذا ، يمكن اعتبار ميل من أوائل المؤيدين الذكور للمساواة بين الجنسين ، بعد أن جنده النسوي الأمريكي جون نيل أثناء إقامته في لندن حوالي 1825-1827. كتابه «إخضاع المرأة» (1861، عام 1869) هو واحد من أقدم كتابات مؤلف ذكر حول هذا الموضوع. في كتابه أستعباد النساء، يحاول ميل الدفاع عن قضية المساواة الكاملة.
يتحدث عن دور المرأة في الزواج وكيف يجب تغييره. يعلق ميل على ثلاثة جوانب رئيسية من حياة النساء يشعر أنها تعيقهن:
1. المجتمع وبناء النوع الاجتماعي.
2. التعليم.
3. الزواج.

يجادل بأن اضطهاد النساء كان أحد الآثار القليلة المتبقية من العصور القديمة ، وهي مجموعة من التحيزات التي أعاقت بشدة تقدم البشرية. بصفته عضوًا في البرلمان ، قدم ميل تعديلاً فاشلاً لمشروع قانون الإصلاح ليحل محل كلمة «شخص» بدلاً من «رجل».

### مذهب المنفعة
يمكن العثور على البيان القانوني لنفعية ميل في كتابه النفعية. على الرغم من أن هذه الفلسفة لها تقليد طويل ، إلا أن حساب ميل يتأثر بشكل أساسي بجيرمي بينثام ووالد ميل جيمس ميل.
كان جون ستيوارت ميل يؤمن بفلسفة النفعية ، والتي وصفها بأنها المبدأ الذي يحمل «أن الأفعال صحيحة في التناسب لأنها تميل إلى تعزيز السعادة ، وهي خاطئة لأنها تميل إلى إنتاج عكس السعادة». يقصد بالسعادة ، «اللذة المقصودة ، وغياب الألم ؛ بالتعاسة ، والألم ، والحرمان من اللذة». من الواضح أننا لا نقدر جميع الفضائل باعتبارها طريقًا للسعادة وأننا في بعض الأحيان لا نقدرها إلا لأسباب أنانية. ومع ذلك ، يؤكد ميل أنه عند التفكير ، حتى عندما نقدر الفضائل لأسباب أنانية ، فإننا في الواقع نعتز بها كجزء من سعادتنا.
تُعرف صياغة بنثام الشهيرة للنفعية بأنها مبدأ السعادة الأعظم. تنص على أنه يجب على المرء دائمًا أن يتصرف من أجل إنتاج أكبر قدر من السعادة الإجمالية بين جميع الكائنات الحية ، في حدود العقل. على نفس المنوال ، فإن طريقة ميل في تحديد أفضل منفعة هي أن الفاعل الأخلاقي ، عندما يُمنح الاختيار بين عملين أو أكثر ، يجب أن يختار الإجراء الذي يساهم بشكل أكبر في (يزيد) السعادة الكلية في العالم. تُفهم السعادة ، في هذا السياق ، على أنها إنتاج اللذة أو الحرمان من الألم. بالنظر إلى أن تحديد الإجراء الذي ينتج أكبر فائدة ليس دائمًا واضحًا تمامًا ، يقترح ميل أن الفاعل الأخلاقي النفعي ، عند محاولة تصنيف فائدة الإجراءات المختلفة ، يجب أن يشير إلى التجربة العامة للأشخاص. بمعنى أنه إذا شعر الناس عمومًا بسعادة أكبر بعد الإجراء X أكثر من فعلهم Y ، فيجب على المنفعي أن يستنتج أن الإجراء X ينتج فائدة أكبر من الإجراء Y وبالتالي فهو مفضل له.
النفعية هي نظرية أخلاقية تبعية ، بمعنى أنها ترى أن الأفعال مبررة بقدر ما تنتج نتيجة مرغوبة. الهدف الشامل للنفعية - النتيجة المثالية - هو تحقيق «أكبر فائدة لأكبر عدد كنتيجة نهائية للفعل البشري». في المذهب النفعي ، يقول ميل إن «السعادة هي النهاية الوحيدة للعمل البشري». أثار هذا البيان بعض الجدل ، وهذا هو السبب في أن ميل أخذها إلى الأمام ، موضحًا كيف أن طبيعة البشر الذين يريدون السعادة ، والذين «يعتبرونها معقولة في ظل دراسة حرة»، تتطلب أن السعادة أمر مرغوب فيه بالفعل. بعبارة أخرى ، تقود الإرادة الحرة الجميع إلى اتخاذ إجراءات تميل إلى سعادتهم الخاصة ، ما لم يتم التفكير في أنها ستحسن سعادة الآخرين ، وفي هذه الحالة ، لا يزال يتم تحقيق أكبر فائدة. إلى هذا الحد ، فإن النفعية التي يصفها ميل هي أسلوب حياة افتراضي يعتقد أنه ما يستخدمه الأشخاص الذين لم يدرسوا مجالًا معارضًا معينًا من الأخلاق بشكل طبيعي ولا شعوري عند مواجهة القرار.
يعتقد بعض النشطاء أن النفعية هي نظرية أخلاقية أكثر تطوراً وشاملة لإيمان إيمانويل كانط بحسن النية ، وليست مجرد عملية معرفية افتراضية للبشر. عندما يجادل كانط بأن العقل لا يمكن استخدامه بشكل صحيح إلا من خلال النوايا الحسنة ، قد يقول ميل أن الطريقة الوحيدة لإنشاء قوانين وأنظمة عادلة عالميًا هي التراجع إلى العواقب ، حيث تصبح نظريات كانط الأخلاقية مبنية على المنفعة المطلقة. من خلال هذا المنطق ، فإن الطريقة الصحيحة الوحيدة لتمييز ما هو السبب الصحيح هي النظر إلى عواقب أي فعل وموازنة الخير والشر ، حتى لو كان على السطح ، يبدو أن التفكير الأخلاقي يشير إلى مسار مختلف للفكر.

#### الملذات العليا والدنيا
مساهمة ميل الرئيسية في النفعية هي حجته في الفصل النوعي بين الملذات. يعامل بنثام جميع أشكال السعادة على أنها متساوية ، بينما يجادل ميل بأن الملذات الفكرية والأخلاقية (الملذات العليا) تتفوق على الأشكال الجسدية للمتعة (الملذات الأقل). يميز بين السعادة والرضا ، مدعيا أن الأول له قيمة أعلى من الثانية ، وهو اعتقاد مغلف بذكاء في العبارة التي تقول لنه من الأفضل أن تكون إنسانًا غير راضٍ عن خنزير راضي، أفضل أن تكون سقراط غير راضٍ عن كونه أحمق راضٍ. وإذا كان للأحمق أو الخنزير رأي مختلف ، فذلك لأنهم يعرفون فقط جانبهم من السؤال.

هذا جعل ميل يعتقد أن غايتنا النهائية الوحيدة هي السعادة. جزء فريد من نظرته النفعية ، والذي لا يُرى في الآخرين ، هو فكرة الملذات الأعلى والأدنى. يشرح ميل الملذات المختلفة على النحو التالي:
إذا سُئلت ، ما أعنيه باختلاف الجودة في الملذات ، أو ما الذي يجعل متعة واحدة أكثر قيمة من الأخرى ، لمجرد كونها متعة ، باستثناء كونها أكبر من حيث الكمية ، فهناك إجابة واحدة ممكنة. من بين اثنين من الملذات ، إذا كان هناك واحد يمنحه كل أو جميع من لديهم خبرة في كليهما تفضيلًا محددًا [...] فهذه هي المتعة المرغوبة أكثر.
يعرّف الملذات الأعلى على أنها ملذات عقلية وأخلاقية وجمالية ، بينما يعرّف الملذات الأقل بأنها أكثر إثارة. كان يعتقد أن الملذات العليا يجب أن يُنظر إليها على أنها أفضل من الملذات الأدنى لأنها تتمتع بخصائص أفضل في الفضيلة. وهو يرى أن الملذات المكتسبة في النشاط هي ذات جودة أعلى من تلك المكتسبة بشكل سلبي. وبالتالي ، فإن غناء الدور الرئيسي في أوبرا فيردي في لا سكالا سيكون في فئة أعلى بكثير من المتعة ، من حيث النوع ، من الاسترخاء على الأريكة لتناول قطعة من اللحم البقري ، وتناول الجعة من العلبة ومشاهدة فيلم إباحي فاضح.
يعرّف ميل الفرق بين الأشكال الأعلى والأدنى من المتعة بمبدأ أن أولئك الذين جربوا كلاهما يميلون إلى تفضيل أحدهما على الآخر. ربما يكون هذا في تناقض مباشر مع تصريح بنثام بأن «كمية المتعة متساوية ، دبوس الدفع جيد مثل الشعر»، إذا كانت لعبة طفل بسيطة مثل الحجلة تسبب متعة أكبر لعدد أكبر من الناس من ليلة في الأوبرا منزل ، من واجب المجتمع تكريس المزيد من الموارد لنشر الحجلة بدلاً من إدارة دور الأوبرا. حجة ميل هي أن «الملذات البسيطة» تميل إلى أن يفضلها الأشخاص الذين ليس لديهم خبرة في الفن الرفيع ، وبالتالي ليسوا في وضع مناسب للحكم. كما يجادل بأن الأشخاص ، على سبيل المثال ، النبلاء أو يمارسون الفلسفة ، يفيدون المجتمع أكثر من أولئك الذين ينخرطون في الممارسات الفردية من أجل المتعة ، وهي أشكال أدنى من السعادة. ليست أعظم سعادة للفاعل هي التي تهم «بل أكبر قدر من السعادة كليًا».
فصل ميل شرحه عن النفعية إلى خمسة أقسام مختلفة:
1. ملاحظات عامه.
2. ما هي النفعية.
3. من العقوبة النهائية لمبدأ المنفعة.
4. أي نوع من الإثبات يكون مبدأ المنفعة عرضة.
5. والعلاقة بين العدل والمنفعة.

في جزء الملاحظات العامة من مقالته ، تحدث عن كيف أنه لم يتم إحراز أي تقدم عندما يتعلق الأمر بالحكم على ما هو صواب وما هو خطأ في الأخلاق وما إذا كان هناك شيء مثل الغريزة الأخلاقية (التي يجادل بأنه قد لا يكون هناك كن). ومع ذلك فهو يوافق بشكل عام على أن «ملكتنا الأخلاقية ، وفقًا لجميع مفسريها الذين يحق لهم تسمية المفكرين ، تزودنا فقط بالمبادئ العامة للأحكام الأخلاقية».
في ما هي النفعية ، لم يعد يركز على المعلومات الأساسية بل على النفعية نفسها. يقتبس النفعية على أنها «مبدأ السعادة الأعظم»، مُعرِّفًا هذه النظرية بالقول إن اللذة وعدم الألم هما الأشياء الجيدة بطبيعتها الوحيدة في العالم ويتوسع فيها بالقول إن «الأفعال صحيحة بما أنها تميل إلى تعزيز السعادة ، خطأ لأنها تميل إلى إنتاج عكس السعادة. بالسعادة المقصود بها اللذة ، وغياب الألم ؛ بالتعاسة والألم والحرمان من اللذة». إنه لا يعتبرها مفهومًا حيوانيًا لأنه يرى البحث عن المتعة كوسيلة لاستخدام منشآتنا العليا. كما يقول في هذا الفصل أن مبدأ السعادة لا يقوم على الفرد فقط بل على المجتمع بشكل أساسي.
كما يدافع ميل عن فكرة «الضمير النفعي القوي». لقد جادل بأن البشر لديهم رغبة في أن يكونوا سعداء وأن هذه الرغبة تجعلنا نريد أن نكون في وحدة مع البشر الآخرين. هذا يجعلنا نهتم بسعادة الآخرين ، وكذلك سعادة الغرباء تمامًا. لكن هذه الرغبة تجعلنا أيضًا نشعر بالألم عندما ندرك ضررًا لأشخاص آخرين. يؤمن بالعقوبات الداخلية التي تجعلنا نشعر بالذنب وتناسب أفعالنا. هذه العقوبات الداخلية تجعلنا نريد أن نفعل الخير لأننا لا نريد أن نشعر بالذنب على أفعالنا. السعادة هي نهايتنا النهائية لأنها واجبنا. يجادل بأننا لسنا بحاجة إلى أن نكون مدفوعين دائمًا بالاهتمام بسعادة الناس لأن معظم الأفعال التي يقوم بها الناس تتم بدافع النية الحسنة ، وخير العالم يتكون من خير الناس.
في الفصل الرابع لميل ، حول أي نوع من الإثبات يكون مبدأ المنفعة قابلاً للتأثر ، يتحدث عن أدلة المنفعة التي تتأثر. يبدأ هذا الفصل بالقول إن كل ادعاءاته لا يمكن دعمها بالمنطق. يدعي أن الدليل الوحيد على أن شيئًا ما يجلب المتعة هو أن يجدها شخصًا ممتعًا. بعد ذلك يتحدث عن كيف أن الأخلاق هي الطريقة الأساسية لتحقيق السعادة. كما يناقش في هذا الفصل أن النفعية مفيدة للفضيلة. يقول إنه «يؤكد ليس فقط أن الفضيلة مرغوبة ، ولكن يجب أن تكون مرغوبة بلا مبالاة ، لنفسها». في فصله الأخير يبحث في العلاقة بين النفعية والعدالة. إنه يفكر في مسألة ما إذا كانت العدالة شيئًا متميزًا عن المنفعة أم لا. إنه يفسر هذا السؤال بعدة طرق مختلفة ويصل أخيرًا إلى استنتاج مفاده أن العدالة ضرورية في حالات معينة للمنفعة ، لكن في حالات أخرى يكون الواجب الاجتماعي أكثر أهمية بكثير من العدالة. يعتقد ميل أن «العدالة يجب أن تفسح المجال لبعض المبادئ الأخلاقية الأخرى ، ولكن ما هو عادل في الحالات العادية هو ، بسبب هذا المبدأ الآخر ، ليس فقط في حالة معينة».
يلقي الحساب النوعي للسعادة الذي يدافع عنه ميل الضوء على روايته المقدمة عن الحرية. كما يقترح في ذلك النص ، يجب تصور المنفعة بالنسبة للإنسانية «ككائن تقدمي»، والذي يتضمن تطوير وممارسة القدرات العقلانية بينما نسعى جاهدين لتحقيق «نمط وجود أعلى». يهدف رفض الرقابة والأبوية إلى توفير الظروف الاجتماعية اللازمة لتحقيق المعرفة وأكبر قدرة لأكبر عدد على تطوير وممارسة قدراتهم التداولية والعقلانية.
أعاد ميل تعريف تعريف السعادة على أنها «النهاية النهائية ، التي من أجلها تكون جميع الأشياء الأخرى مرغوبة (سواء كنا نفكر في مصلحتنا أو مصلحتنا) هي وجود خالٍ من الألم وثريًا قدر الإمكان في التمتع». كان يعتقد اعتقادًا راسخًا أنه يمكن الرجوع إلى القواعد والالتزامات الأخلاقية لتعزيز السعادة ، والتي ترتبط بامتلاك شخصية نبيلة. في حين أن ميل ليس فعلًا معياريًا أو قاعدة نفعية [ما المقصود ب «الفعل-النفعي» و «القاعدة-النفعية»؟ من غير المفهوم إدخال مصطلحات فنية دون تعريفها.] ، فهو صاحب منفعة مختصرة ، «تؤكد أنه سيكون من المرغوب فيه تعظيم السعادة لأكبر عدد ، لكن ليس أننا لسنا مطالبين أخلاقياً بالقيام بذلك».

### الفلسفة الاقتصادية
كانت فلسفة ميل الاقتصادية المبكرة واحدة من الأسواق الحرة. ومع ذلك ، فقد قبل التدخلات في الاقتصاد ، مثل فرض ضريبة على الكحول ، إذا كانت هناك أسباب نفعية كافية. كما وافق على مبدأ التدخل التشريعي لغرض الرفق بالحيوان. كان يعتقد في الأصل أن «المساواة في الضرائب» تعني «المساواة في التضحية» وأن الضرائب التصاعدية تعاقب أولئك الذين يعملون بجد ويدخرون أكثر ، وبالتالي فهي «شكل معتدل من السطو».
بالنظر إلى معدل الضريبة المتساوي بغض النظر عن الدخل ، وافق ميل على أن الميراث يجب أن يخضع للضريبة. سيوافق المجتمع النفعي على أن الجميع يجب أن يكونوا متساوين بطريقة أو بأخرى. لذلك ، فإن الحصول على الميراث من شأنه أن يضع المرء في مقدمة المجتمع ما لم يتم فرض ضريبة على الميراث. يجب على أولئك الذين يتبرعون أن يفكروا ويختاروا بعناية أين تذهب أموالهم - فبعض الجمعيات الخيرية تستحق أكثر من غيرها. إن اعتبار مجالس الجمعيات الخيرية العامة مثل الحكومة سيصرف الأموال بالتساوي. ومع ذلك ، فإن مجلسًا خيريًا خاصًا مثل الكنيسة سيصرف الأموال بشكل عادل لمن هم في حاجة أكثر من غيرهم.
في وقت لاحق ، قام بتغيير وجهات نظره نحو نزعة أكثر اشتراكية ، مضيفًا فصولًا إلى مبادئه في الاقتصاد السياسي دفاعًا عن وجهة نظر اشتراكية، ودفاعًا عن بعض القضايا الاشتراكية. [العمل المذكور لا يدعم التحول المزعوم للأرض]. ضمن هذا العمل المنقح ، قدم أيضًا اقتراحًا جذريًا بإلغاء نظام الأجور بأكمله لصالح نظام أجر تعاوني. ومع ذلك ، بقيت بعض آرائه حول فكرة الضرائب الثابتة ، وإن تم تغييرها في الطبعة الثالثة من مبادئ الاقتصاد السياسي لتعكس الاهتمام بالتمييز بين القيود المفروضة على الدخل غير المكتسب ، والتي يفضلها ، وتلك على الدخل المكتسب ، وهو ما فعله. ليس صالح.
نُشرت مبادئ ميل لأول مرة في عام 1848، وكانت من أكثر الكتب قراءة على نطاق واسع في الاقتصاد في تلك الفترة. كما كان لآدم سميث ثروة الأمم خلال فترة سابقة ، هيمنت المبادئ على تدريس الاقتصاد. في حالة جامعة أكسفورد ، كان هذا هو النص القياسي حتى عام 1919، عندما تم استبداله بمبادئ مارشال للاقتصاد.

#### الديمقراطية الاقتصادية
ركز اعتراض ميل الرئيسي على الاشتراكية على ما رآه تدميرها للمنافسة. لقد كتب: «أنا أعارض تمامًا الجزء الأكثر وضوحا وحزمًا في تعاليمهم - شكاوى هم ضد المنافسة.» لقد كان مساويًا ، لكنه جادل أكثر من أجل تكافؤ الفرص ووضع الجدارة فوق كل المثل العليا الأخرى في هذا الصدد. وفقًا لميل ، فإن المجتمع الاشتراكي لن يكون ممكنًا إلا من خلال توفير التعليم الأساسي للجميع ، وتعزيز الديمقراطية الاقتصادية بدلاً من الرأسمالية ، بطريقة استبدال الشركات الرأسمالية بالتعاونيات العمالية. هو يقول:
ومع ذلك ، فإن شكل الارتباط ، الذي إذا استمرت البشرية في التحسن ، يجب أن يتوقع في النهاية أن يسود ، ليس هو ما يمكن أن يوجد بين الرأسمالي كرئيس ، والعاملين الذين ليس لديهم صوت في الإدارة ، ولكن اتحاد العمال أنفسهم على أساس المساواة ، ويمتلكون جماعياً رأس المال الذي يباشرون به عملياتهم ، ويعملون تحت إدارة مدراء منتخبين وقابل للإزالة بأنفسهم.

#### الديمقراطية السياسية
يدافع العمل الرئيسي لميل عن الديمقراطية السياسية ، الاعتبارات المتعلقة بالحكومة التمثيلية ، عن مبدأين أساسيين: المشاركة الواسعة للمواطنين والكفاءة المستنيرة للحكام. من الواضح أن القيمتين متوترة ، وقد خلص بعض القراء إلى أنه ديمقراطي نخبوي ، بينما يعتبره آخرون ديمقراطيًا تشاركيًا سابقًا. في أحد الأقسام ، يبدو أنه يدافع عن التصويت الجماعي ، حيث يُمنح المواطنون الأكثر كفاءة أصواتًا إضافية (وهو رأي رفضه لاحقًا). ومع ذلك ، في فصل آخر ، يجادل بقوة في قيمة المشاركة من قبل جميع المواطنين. كان يعتقد أنه يمكن التغلب على عدم كفاءة الجماهير في نهاية المطاف إذا أتيحت لهم فرصة المشاركة في السياسة ، وخاصة على المستوى المحلي.
ميل هو أحد الفلاسفة السياسيين القلائل الذين خدموا في الحكومة كمسؤول منتخب. خلال السنوات الثلاث التي قضاها في البرلمان ، كان أكثر استعدادًا لتقديم تنازلات أكثر من المبادئ الراديكالية التي أعرب عنها في كتاباته والتي ستقود المرء إلى توقعه.
كان ميل مؤيدًا رئيسيًا لنشر واستخدام التعليم العام للطبقة العاملة. لقد رأى قيمة الفرد ، واعتقد أن «الإنسان لديه القدرة الكامنة على توجيه مصيره - ولكن فقط إذا تم تطوير قدراته وتحقيقها»، وهو ما يمكن تحقيقه من خلال التعليم. لقد اعتبر التعليم طريقًا لتحسين الطبيعة البشرية والذي يعني بالنسبة له «تشجيع ، من بين خصائص أخرى ، التنوع والأصالة ، وطاقة الشخصية ، والمبادرة ، والاستقلالية ، والزراعة الفكرية ، والحساسية الجمالية ، والمصالح غير المتعلقة بالذات ، والحصافة ، المسؤولية وضبط النفس». سمح التعليم للبشر بالتطور إلى مواطنين مطلعين بالكامل ولديهم الأدوات اللازمة لتحسين ظروفهم واتخاذ قرارات انتخابية مستنيرة. تكمن قوة التعليم في قدرته على العمل كمعادل كبير بين الطبقات مما يسمح للطبقة العاملة بالقدرة على التحكم في مصيرها والتنافس مع الطبقات العليا. أدرك ميل الأهمية القصوى للتوعية العامة في تجنب استبداد الأغلبية من خلال ضمان أن جميع الناخبين والمشاركين السياسيين هم أفراد متطورون تمامًا. كان يعتقد أنه من خلال التعليم ، يمكن للفرد أن يصبح مشاركًا كاملاً في الديمقراطية التمثيلية.

#### نظريات توزيع الثروة والدخل
في كتابه مبادئ الاقتصاد السياسي ، قدم ميل تحليلاً لظاهرتين اقتصاديتين مرتبطتين غالبًا: قوانين الإنتاج والثروة وأنماط توزيعها. فيما يتعلق بالأول ، كان يعتقد أنه لا يمكن تغيير قوانين الإنتاج ، «الخصائص النهائية للمادة والعقل ... فقط لتوظيف هذه الخصائص لإحداث الأحداث التي تهمنا». إن أنماط توزيع الثروة هي مسألة تتعلق بالمؤسسات البشرية فقط ، بدءًا بما يعتقد ميل أنه المؤسسة الأساسية: الملكية الفردية. كان يعتقد أن جميع الأفراد يجب أن يبدأوا على قدم المساواة ، مع تقسيم أدوات الإنتاج بشكل عادل بين جميع أفراد المجتمع. بمجرد حصول كل عضو على قدر مساوٍ من الممتلكات الفردية ، يجب أن يترك لمجهوداته الخاصة حتى لا تتدخل فيها الدولة. فيما يتعلق بعدم المساواة في الثروة ، يعتقد ميل أن دور الحكومة هو وضع سياسات اجتماعية واقتصادية تعزز تكافؤ الفرص.
وفقًا لميل ، يجب على الحكومة تنفيذ ثلاث سياسات ضريبية للمساعدة في التخفيف من حدة الفقر:
1. ضريبة الدخل المقدرة بشكل عادل.
2. ضريبة الميراث.
3. سياسة لتقييد الاستهلاك الصيفي.

يلعب وراثة رأس المال والثروة دورًا كبيرًا في تطوير عدم المساواة ، لأنه يوفر فرصة أكبر لمن يحصلون على الميراث. كان الحل الذي توصل إليه ميل بشأن عدم المساواة في الثروة الناتج عن الميراث هو فرض ضريبة أكبر على الميراث ، لأنه كان يعتقد أن أهم وظيفة رسمية للحكومة هي الضرائب ، والضرائب التي تُنَفَّذ بحكمة يمكن أن تعزز المساواة.

#### البيئة
أظهر ميل فكرة مبكرة عن قيمة العالم الطبيعي. على وجه الخصوص في الكتاب الرابع ، الفصل السادس من مبادئ الاقتصاد السياسي: «عن الدولة الثابتة» الذي اعترف فيه ميل بالثروة خارج المادة ، وجادل بأن الاستنتاج المنطقي للنمو غير المحدود هو تدمير البيئة وتدني نوعية الحياة. ويخلص إلى أن الحالة الثابتة يمكن أن تكون أفضل من النمو الاقتصادي الذي لا ينتهي:
لذلك لا يمكنني أن أنظر إلى الحالات الثابتة لرأس المال والثروة مع النفور غير المتأثر الذي ظهر بشكل عام تجاهها من قبل الاقتصاديين السياسيين في المدرسة القديمة.
إذا كان لابد أن تفقد الأرض ذلك الجزء الكبير من جاذبيتها التي تدين بها للأشياء التي يمكن للزيادة اللامحدودة للثروة والسكان أن تقتلع منها ، لغرض مجرد تمكينها من دعم سكان أكبر ، ولكن ليس أفضل أو أكثر سعادة ، آمل بصدق ، من أجل الأجيال القادمة ، أن يكونوا راضين عن الثبات ، قبل فترة طويلة من إلزامهم بذلك.

#### معدل الربح
وفقًا لميل ، فإن الاتجاه النهائي في الاقتصاد هو انخفاض معدل الربح بسبب تناقص العوائد في الزراعة وزيادة السكان بمعدل مالثوسي.

## المؤلفات
- 1822 : رسالتان عن مقياس القيمة
- 1823 : أسئلة السكان
- 1824 : نفقات الحرب
- 1825 : مراجعة ربع سنوية للاقتصاد السياسي
- 1831 : روح العصر
- 1832 : استخدام وإساءة استخدام المصطلحات السياسية
- 1833 : ما هو الشعر
- 1835 : حيثيات التمثيل
- 1835 : دي توكفيل حول الديمقراطية في أمريكا
- 1836 : حالة المجتمع في أمريكا
- 1836 : الحضارة
- 1838 : مقال عن بنثام
- 1840 : مقال عن كوليردج
- 1840 : مقالات عن الحكومة
- 1840 : دي توكفيل حول الديمقراطية في أمريكا
- 1843 : نظام المنطق
- 1844 : مقالات عن بعض الأسئلة غير المحسومة في الاقتصاد السياسي
- 1845 : مطالبات العمل
- 1848 : مبادئ الاقتصاد السياسي
- 1850 : المسالة الزنجية
- 1854 : إصلاح الخدمة المدنية
- 1859 : أطروحات ومناقشات
- 1859 : بضع كلمات عن عدم التدخل
- 1859 : عن الحرية
- 1859 : أفكار حول الإصلاح البرلماني
- 1861 : اعتبارات بشأن الحكومة التمثيلية
- 1862 : المركزية
- 1962 : المسابقة في أمريكا
- 1963 : النفعية
- 1865 : فحص فلسفة السير ويليام هاملتون
- 1865 : أوغست كونت والوضعية
- 1868 : خطاب لصالح عقوبة الإعدام
- 1868 : إنجلترا وأيرلندا
- 1869 : ثورنتون عن العمل ومطالباته
- 1869 : أستعباد النساء
- 1870 : فصول وخطب حول مسألة الأرض الأيرلندية
- 1874 : ثلاث مقالات عن الدين: الطبيعة، فائدة الدين، والإيمان
- 1873 : السيرة الذاتية
- 1874 : ثلاث مقالات عن الدين
- 1879 : الاشتراكية

## الوصلات الخارجية
- جون ستيوارت مل على موقع الموسوعة البريطانية (الإنجليزية)
- جون ستيوارت مل على موقع إن إن دي بي (الإنجليزية)